# Marc Terenzi
Marc Eric Terenzi, född 27 juni 1978, är en amerikansk artist. Han har varit gift med tyska sångerskan Sarah Connor (2004–2008).

## Diskografi
Studioalbum (som Marc Terenzi)
- 2005 – Awesome

Studioalbum (som "Terenzi")
- 2008 – Black Roses (som "Terenzi")

Singlar (som Marc Terenzi)
- 2005 – "Heat Between the Sheets"
- 2005 – "Love to Be Loved by You"
- 2005 – "Can't Breathe Without You"
- 2006 – "You Complete My Soul"

Singlar (som "Terenzi")
- 2008 – "Billie Jean" (maxi-singel)

## Utmärkelser
- 2005 – Bravo Otto Gold (bästa manliga sångare)[1]
- 2008 – Bravo Otto Gold (bästa sångare)[1]